# Henry Peter Rickmers

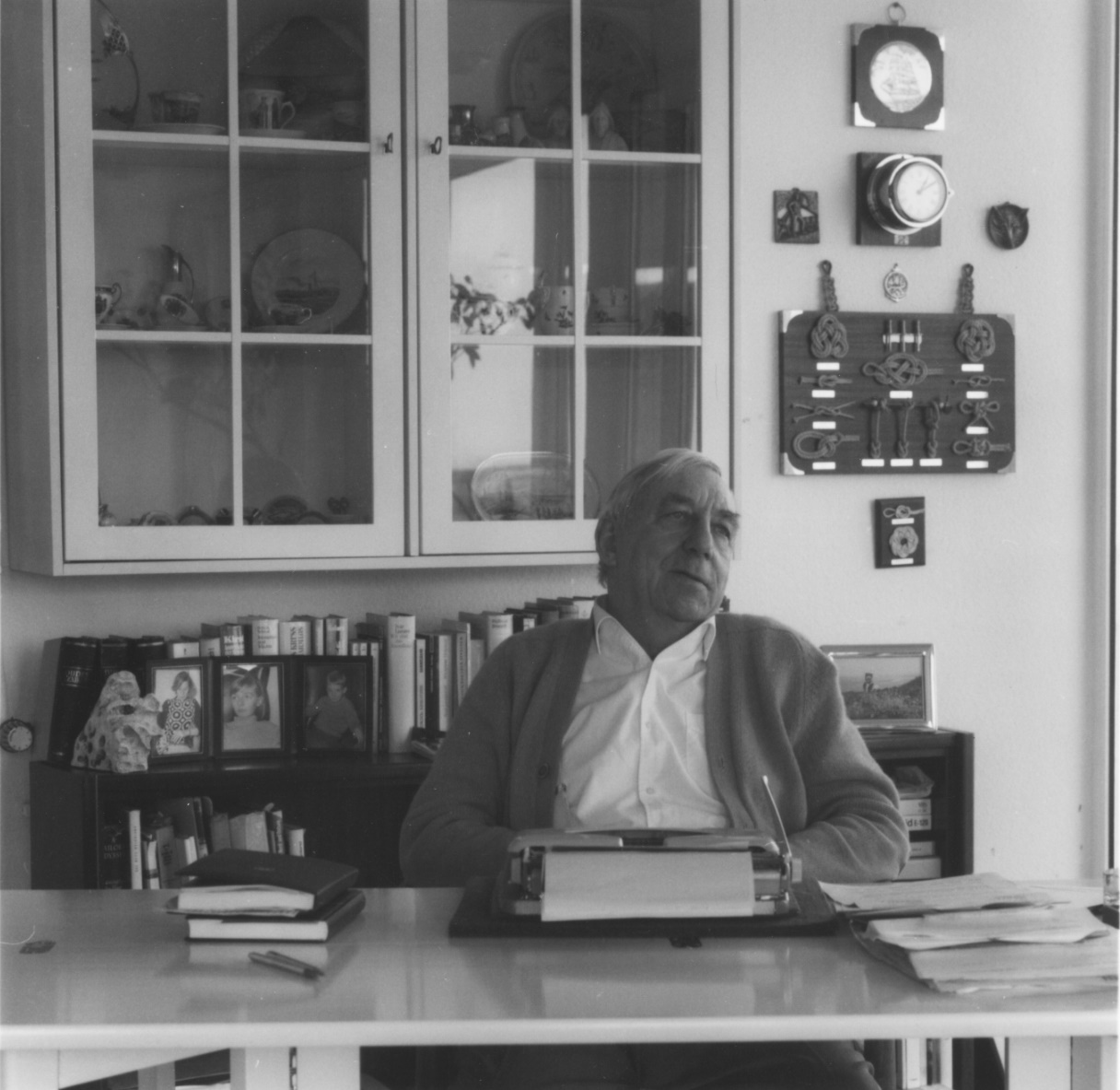
Henry Peter Rickmers (1993)

Henry Peter Rickmers (* 14. Dezember 1919 auf Helgoland; † 6. Mai 2013 ebenda) war ein deutscher Kommunalpolitiker, der in der  Nachkriegszeit am Wiederaufbau seiner Heimatinsel maßgeblich beteiligt war.

## Leben
Er stammt aus einer alten Helgoländer Rickmers-Familie, die ab 1719 auf der Insel nachweisbar ist. Sein Vater besaß ein Geschäft für zollfreie Lebensmittel im heutigen Lung Wai. Nach seinen Angaben ging er im Alter von 16 Jahren nach Bad Segeberg und besuchte dort die Deutsche Oberschule bis zum Abitur 1939. Rickmers wurde nach der anschließenden Pflichtzeit beim Reichsarbeitsdienst zur Kriegsmarine einberufen. Seit 1944 Kommandant eines Minensuchboots, war er am Unternehmen Hannibal beteiligt. Sein Boot (M 341) rettete 37 Schiffbrüchige der Wilhelm Gustloff. Im April 1945 war es an der Rettung Überlebender nach der Versenkung der Karlsruhe beteiligt. Nach dem Krieg konnte er nicht auf seine Heimatinsel zurückkehren, weil sie durch die Bombardierung der Royal Air Force am 18. April 1945 unbewohnbar geworden war.
Ab dem Wintersemester 1945/46 studierte Rickmers Rechtswissenschaft an der Universität Hamburg. Dem Ersten Staatsexamen am 16. November 1948 folgte ein  Referendariat im Bereich des Oberlandesgerichts Celle, ab 1. August 1950 führte er es im Kreis Pinneberg letztlich ohne Abschluss weiter.  In Cuxhaven, wo seine Eltern wohnten, wurde er zum Vorsitzenden des Clubs Hallunner Moats uun Tress (Helgoländer Friesisch für „Helgoländer Freunde in Cuxhaven“) gewählt, ein Mittelpunkt für die evakuierten Helgoländer, die in 180 Ortschaften lebten. Ab 1. November 1950 leitete er das Helgoland-Büro in Pinneberg.  Als Verwaltungsangestellter des Bundes im Kreis Pinneberg hatte er später ihre Rückkehr zu besorgen. Er betrieb die Freigabe Helgolands zum 1. März 1952. Von der britischen Militärregierung als Leiter der Helgoland-Verwaltung eingesetzt, war er am Wiederaufbau der Insel maßgeblich beteiligt. Die Sprengung von Bunkeranlagen auf Helgoland hatte den Wiederaufbau noch schwerer gemacht.
Als die Gemeinde Helgoland 1956 offiziell gegründet wurde, wählten die Insulaner Rickmers zum Bürgermeister. In seiner 24-jährigen Amtszeit begrüßte er unter anderem Ludwig Erhard, Erich Mende und Willy Brandt als Inselgäste. Wichtig waren ihm die regelmäßigen Besuche des Hamburger SV mit der Mannschaft um Uwe Seeler und Willi Schulz. Als Mitglied der Christlich Demokratischen Union Deutschlands vertrat er die Gemeinde von 1959 bis 1964 und von 1980 bis 1994 im Pinneberger Kreistag.
Seine zehn Jahre jüngere Frau Erni Rickmers baute das Appartement-Haus Insulaner auf. Sie war Tochter des Elektrikers Ludwig Krüss und Schwester von James Krüss. Er überlebte sie um ein Jahr und hinterließ zwei Kinder und sechs Enkelkinder.

## Ehrenämter
- Leiter des Helgoländer Bezirks der Deutschen Gesellschaft zur Rettung Schiffbrüchiger (ab 1954)

## Ehrungen
- Bundesverdienstkreuz I. Klasse (1980)
- Ehrenbürger von Helgoland
- Freiherr-vom-Stein-Medaille (Schleswig-Holstein) (1986)

## Werke
Eigenständige Werke von ihm sind nicht nachweisbar, wohl aber Interviewbände mit ihm als Gesprächspartner und Titel, die durch seinen prominenten Namen eine höhere Auflage erwarten ließen.
- Henry P. Rickmers, Frank Woosnam unter Mitarbeit von Beate Griese: Helgoland – eine Insel auf dem Wege nach Europa. Otterndorf 1992[9]
- 500 Tips für Helgoland, 7. Auflage. 1982 (bis zur 6. Auflage wird als Verfasser Gerhard Eckert genannt)
- Christian Müller und Henry P. Rickmers: Auf Helgoland ist alles anders, Hamburg 2002